# Isla Gran Liajovski
La isla Gran Liajovski (en ruso: Большой Ляховский; transliterado al inglés: Bolshoy Lyakhovsky) es una isla del ártico ruso, localizada entre el mar de Láptev y el mar de Siberia Oriental. 
Administrativamente, la isla, como el resto del archipiélago, pertenece a la República de Saja (Yakutia) de la Federación de Rusia. 
Las islas "de Liajov" (Liajovski) llevan su nombre en honor de Iván Liajov, que las exploró en 1773.

## Geografía
La isla Gran Liajovski es la isla mayor del grupo de las islas de Liajov, un grupo perteneciente al archipiélago de Nueva Siberia. Tiene una superficie de 4.600 km² y una altitud máxima de 270 m (Emy Tas).
La península localizada en el oeste de la isla es la península Kigilyaj («Poluostrov Kigilyakh»). En la costa de Gran Liajovski, al suroeste de un cabo, se encuentra un pequeño islote llamado Ostrov Khopto-Terere. 
La isla está separada del continente por el estrecho de Láptev, estrecho de unos 50 km de anchura que conecta las aguas del mar de Laptev con las  del mar de Siberia Oriental. La isla Pequeña Liajovski está situada frente a sus costas noroccidentales, a tan solo 13 km.

## Clima
La estación meteorológica del cabo Shalaurova, que se encuentra en la costa sureste de la isla Gran Liajovski, en 73° 11′N 143° 56′ E proporciona registros del clima de la isla. La media de precipitaciones es de 184 mm/año, calculada en un periodo de 7 años, entre abril de 1994 y septiembre de 2000, calculado a partir de los datos de la «Administración nacional oceánica y atmosférica». La mayor precipitación, alrededor de dos tercios del total anual, se produce entre junio y septiembre. En el mismo período de tiempo y con similares datos, la temperatura media en cabo Shalaurova es -13,6 °C. Enero es el mes más frío con una temperatura media de -31,0 °C y agosto es el mes más caluroso con una temperatura media de 2,4 °C. El intervalo medio diario de temperaturas es de -40,5 °C a 9,4 °C.

## Vegetación
La vegetación de la isla de Gran Liajovski es una mezcla de rush/hierba, hierba, tundra de criptógamas, ralas hierbas criptógamas, junco/hierba y musgo de humedales. La junco/hierba, hierba y la tundra de criptógamas cubre la mayor parte de la isla. Se compone principalmente de
pastos de muy bajo crecimiento de juncos, musgos, líquenes y plantas hepáticas. Estas plantas normalmente cubren alrededor del 40-80 por ciento de la superficie de la tierra. Los suelos son generalmente húmedos, de grano fino y, a menudo, monticulados («Hummocky»).
Las ralas hierbas criptógamas consisten en paisajes baldíos de secos a húmedoa, con hierbas diseminadas, hierbas, líquenes, musgos y hepáticas. Juncos, arbustos enanos, turba y turberas están normalmente ausentes. Estas plantas forman una escasa (2-40%) y baja cubierta vegetal, y se dan a menudo como vetas oscuras en otras tierras áridas, compuestas en gran parte de plagas criptogamica y briófitos. Juncos/hierbas y musgo de los humedales aparecen en los extremos noroeste y sureste de la isla, y consisten en complejos humedales dominados por juncos, hierbas y musgos. Estos humedales ocupan las partes bajas y perennemente húmedas del paisaje.

## Geología
La isla Gran Liajovski se compone de rocas metamórficas, muy dobladas y falladas, del Precámbrico y turbiditas; turbiditas del  Mesozoico y rocas ígneas; y sedimentos del Cenozoico. Expuestos en la parte sureste de esta isla, los de más edad del Precámbrico. Principios de Proterozoico, rocas metamórficas integradas por esquisto y anfibolitas. En la parte sureste de la isla hay pequeñas muestras esquistosas del Proterozoico tardío, areniscas cuarciticas y filiticas y esquistos (turbiditas) de cuarzo-sericita. La mayor parte de la isla consiste en ompone de finales del Jurásico tardío, turbiditas del primer Cretácico compuestas por areniscas con estratos de grano fino, delgados lechos de siltstone y argilitas. Las rocas del Precámbrico y el Jurásico tardío hasta el Cretácico temprano, están representadas por granitos y granodioritas de finales del Cretácico.
Una manta de sedimento no consolidados del Cenozoico cubre la mayor parte de la isla. Estos sedimentos incluyen gravillas (coluviales, aluviales y deltaicas) del Paleoceno al Eoceno; arenas, arcillas, y carbón y arenas y arcillas (aluviales, lacustres, deltaicas, y  marinas) del Oligoceno al Mioceno que contienen lechos y lentes de gravas. Superpuestos a estos sedimentos hay arenas, limos y arcillas (coluviales, aluviales y marinos) del Plioceno al Pleistoceno que contienen capas de grava ocasionales. Los sedimentos marinos próximos a la costa contienen depósitos marinos de moluscos lignitizados y pedazos de madera. El espeso permafrost está caracterizado por la inclusión masiva de cuñas de hielo en estos sedimentos.  Contrariamente a las interpretaciones del Barón von Toll, uno de los geólogos pionero del ártico, los depósitos glaciares y el hielo están completamente ausentes en la isla de Gran Lyakhovsky.

## Historia
En 1710, mientras navegaba del río Lena al río Kolymá, Yákov Permiakov observó la silueta de dos grupos de islas desconocidos en el mar. Esas islas eran, como se llamaran más tarde, Gran Liajovski y las islas Medvezhi. 
En 1712, Permiakov y su compañero Merkury Vagin cruzaron sobre el hielo la bahía del Yana, partiendo desde la boca del río Yana hasta la isla Gran Liajovski y exploraron la entonces desconocida isla. 
Permiakov y Vagin fueron asesinados en el camino de regreso de su exploración por los miembros amotinados de la expedición. Los cosacos tomaron el cadáver de Permiakov y le prendieron fuego. No se sabe que hicieron los rebeldes con las cenizas, pero los restos de Permiakov nunca fueron encontrados.